# Campeonato Europeo de Atletismo en Pista Cubierta de 2009
El XXX Campeonato Europeo de Atletismo en Pista Cubierta se celebró en Turín (Italia) entre el 6 y el 8 de marzo de 2009 bajo la organización de la Asociación Europea de Atletismo (EAA) y la Federación Italiana de Atletismo.
Las competiciones se realizaron en el pabellón Oval Lingotto de la ciudad piamontesa.

## Países participantes
Participaron en total 562 atletas (314 hombres y 248 mujeres) de 45 federaciones nacionales afiliadas a la EAA.
| - Albania (2/1) - Alemania (25/15) - Armenia (1/1) - Austria (6/1) - Azerbaiyán (1/-) - Bélgica (3/3) - Bielorrusia (4/11) - Bosnia y Herzegovina (2/-) - Bulgaria (6/2) - Chipre (3/1) - Croacia (2/1) - Dinamarca (10/3) | - Eslovaquia (8/2) - Eslovenia (3/5) - España (24/15) - Estonia (5/8) - Finlandia (11/3) - Francia (25/12) - Georgia (1/-) - Gibraltar (1/-) - Grecia (3/4) - Hungría (6/1) - Irlanda (3/16) | - Israel (4/3) - Italia (24/16) - Letonia (2/3) - Lituania (4/6) - Macedonia del Norte (-/1) - Malta (-/1) - Moldavia (2/-) - Mónaco (1/-) - Noruega (-/6) - Países Bajos (8/6) - Polonia (18/6) | - Portugal (5/7) - Reino Unido (22/14) - República Checa (7/7) - Rumania (4/11) - Rusia (27/30) - San Marino (1/1) - Serbia (2/4) - Suecia (9/4) - Suiza (1/3) - Turquía (5/7) - Ucrania (13/6) |

## Resultados

### Masculino
| Evento                    | Oro                                                                                   | Plata                                                                   | Bronce                                                                                   |
| ------------------------- | ------------------------------------------------------------------------------------- | ----------------------------------------------------------------------- | ---------------------------------------------------------------------------------------- |
| 60 m (08.03)              | Dwain Chambers Reino Unido 6,46 s                                                     | Fabio Cerutti · Italia · 6,56 s                                         | Emanuele Di Gregorio · Italia · 6,56 s                                                   |
| 400 m (07.03)             | Johan Wissman · Suecia · 45,89                                                        | Claudio Licciardello · Italia · 46,32                                   | Ian Vieru · Rumania · 46,54                                                              |
| 800 m (08.03)             | Yuri Borzakovski · Rusia · 1:48,55                                                    | Luis Alberto Marco · España · 1:49,14                                   | Mattias Claesson · Suecia · 1:14,32                                                      |
| 1500 m (08.03)            | Rui Silva Portugal 3:44,39                                                            | Diego Ruiz · España · 3:44,70                                           | Yoann Kowal Francia 3:44,75                                                              |
| 3000 m (07.03)            | Mo Farah Reino Unido 7:40,17                                                          | Bouabdellah Tahri Francia 7:42,14                                       | Jesús España · España · 7:43,29                                                          |
| 60 m vallas (06.03)       | Ladji Doucouré Francia 7,55                                                           | Gregory Sedoc · Países Bajos · 7,55                                     | Petr Svoboda · República Checa · 7,61                                                    |
| Salto de altura (07.03)   | Ivan Ujov · Rusia · 2,32 m                                                            | Kyriakos Ioannou · Chipre / · Alexei Dmitrik · Rusia · 2,29 m           |                                                                                          |
| Salto con pértiga (08.03) | Renaud Lavillenie Francia 5,81                                                        | Pavel Gerasimov · Rusia · 5,76                                          | Alexander Straub · Alemania · 5,76                                                       |
| Salto de longitud (08.03) | Sebastian Bayer · Alemania · 8,71                                                     | Nils Winter · Alemania · 8,22                                           | Marcin Starzak · Polonia · 8,18                                                          |
| Salto triple (07.03)      | Fabrizio Donato · Italia · 17,59                                                      | Viktor Yastrebov · Ucrania · 17,25                                      | Igor Spasovjodski · Rusia · 17,15                                                        |
| Peso (08.03)              | Tomasz Majewski · Polonia · 21,02                                                     | Yves Niaré Francia 20,42                                                | Ralf Bartels · Alemania · 20,39                                                          |
| 4 × 400 m (08.03)         | Italia · Jacobo Marin · Matteo Galvan · Domenico Rao · Claudio Licciardello · 3:06,68 | Reino Unido Richard Buck Nick Leavey Nigel Levine Philip Taylor 3:07,04 | Polonia · Jan Ciepiela · Marcin Marciniszyn · Jarosław Wasiak · Piotr Klimczak · 3:07,04 |
| Heptatlón (08.03)         | Mikk Pahapill Estonia 6.362 pts.                                                      | Olexi Kasianov · Ucrania · 6.205 pts.                                   | Roman Šebrle · República Checa · 6.142 pts.                                              |

### Femenino
| Evento                    | Oro                                                                                       | Plata                                                              | Bronce                                                                                              |
| ------------------------- | ----------------------------------------------------------------------------------------- | ------------------------------------------------------------------ | --------------------------------------------------------------------------------------------------- |
| 60 m (08.03)              | Evgenia Poliakova · Rusia · 7,18 s                                                        | Ezinne Okparaebo · Noruega · 7,21 s                                | Verena Sailer · Alemania · 7,22 s                                                                   |
| 400 m (07.03)             | Antonina Krivoshapka · Rusia · 51,18                                                      | Natalia Pyhyda · Ucrania · 51,44                                   | Daria Safonova · Rusia · 51,85                                                                      |
| 800 m (08.03)             | Maria Savinova · Rusia · 1:58,10                                                          | Oxana Zbrozhek · Rusia · 1:59,20                                   | Elisa Cusma Piccione · Italia · 2:00,23                                                             |
| 1500 m (07.03)            | Natalia Rodríguez · España · 4:08,72                                                      | Sonja Roman Eslovenia 4:11,42                                      | Roisin McGettigan Irlanda 4:11,58                                                                   |
| 3000 m (08.03)            | Alemitu Bekele Turquía 8:46,50                                                            | Sara Moreira Portugal 8:48,18                                      | Mary Cullen Irlanda 8:48,47                                                                         |
| 60 m vallas (06.03)       | Eline Berings · Bélgica · 7,92                                                            | Lucie Škrobáková · República Checa · 7,95                          | Derval O'Rourke Irlanda 7,97                                                                        |
| Salto de altura (08.03)   | Ariane Friedrich · Alemania · 2,01 m                                                      | Ruth Beitia · España · 1,99 m                                      | Viktoria Kliugina · Rusia · 1,96 m                                                                  |
| Salto con pértiga (07.03) | Yulia Golubchikova · Rusia · 4,75                                                         | Silke Spiegelburg · Alemania · 4,75                                | Anna Battke · Alemania · 4,65                                                                       |
| Salto de longitud (07.03) | Xenija Balta Estonia 6,87                                                                 | Yelena Sokolova · Rusia · 6,84                                     | Olga Kucherenko · Rusia · 6,82                                                                      |
| Salto triple (08.03)      | Anastasia Taranova-Potapova · Rusia · 14,68                                               | Marija Šestak Eslovenia 14,60                                      | Dana Velďáková · Eslovaquia · 14,40                                                                 |
| Peso (06.03)              | Petra Lammert · Alemania · 19,66                                                          | Denise Hinrichs · Alemania · 19,63                                 | Anca Heltne · Rumania · 18,71                                                                       |
| 4 × 400 m (08.03)         | Rusia · Natalia Antiuj · Daria Safonova · Yelena Voinova · Antonina Krivoshapka · 3:29,12 | Reino Unido Donna Fraser Kim Wall Vicky Barr Marilyn Okoro 3:30,42 | Bielorrusia · Alena Kievich · Katsiaryna Bobryk · Hanna Tashpulatava · Katsiaryna Mishyna · 3:35,03 |
| Pentatlón (06.03)         | Anna Bogdanova · Rusia · 4.761 pts.                                                       | Jolanda Keizer · Países Bajos · 4.644 pts.                         | Antoinette Nana-Djimou Francia 4.618 pts.                                                           |

## Medallero
| Núm. | País            | Oro | Plata | Bronce | Total |
| ---- | --------------- | --- | ----- | ------ | ----- |
| 1    | Rusia           | 9   | 4     | 4      | 17    |
| 2    | Alemania        | 3   | 3     | 4      | 10    |
| 3    | Francia         | 2   | 2     | 2      | 6     |
| 3    | Italia          | 2   | 2     | 2      | 6     |
| 5    | Reino Unido     | 2   | 2     | 0      | 4     |
| 6    | Estonia         | 2   | 0     | 0      | 2     |
| 7    | España          | 1   | 3     | 1      | 5     |
| 8    | Portugal        | 1   | 1     | 0      | 2     |
| 9    | Polonia         | 1   | 0     | 2      | 3     |
| 10   | Suecia          | 1   | 0     | 1      | 2     |
| 11   | Bélgica         | 1   | 0     | 0      | 1     |
| 11   | Turquía         | 1   | 0     | 0      | 1     |
| 13   | Ucrania         | 0   | 3     | 0      | 3     |
| 14   | Eslovenia       | 0   | 2     | 0      | 2     |
| 14   | Países Bajos    | 0   | 2     | 0      | 2     |
| 16   | República Checa | 0   | 1     | 2      | 3     |
| 17   | Chipre          | 0   | 1     | 0      | 1     |
| 17   | Noruega         | 0   | 1     | 0      | 1     |
| 19   | Irlanda         | 0   | 0     | 3      | 3     |
| 20   | Rumania         | 0   | 0     | 2      | 2     |
| 21   | Bielorrusia     | 0   | 0     | 1      | 1     |
| 21   | Eslovaquia      | 0   | 0     | 1      | 1     |
|      | TOTAL           | 26  | 27    | 25     | 78    |